# Latona Chasma
Il Latona Chasma è una struttura geologica della superficie di Venere.